# Javier Fuentes-León
Javier Fuentes-León (Lima, 1968) es un director de cine peruano, conocido por sus largometrajes Contracorriente (2009), El elefante desaparecido (2014) y Las mejores familias (2020).

## Trayectoria
Nació en Perú y estudió medicina pero recibió una beca de la OEA con lo que se trasladó en 1994 a Los Ángeles, donde realizó una maestría en dirección de cine en el Instituto de las Artes de California (CalArts).
La película que realizó para su tesis, Espacios, ganó el Premio Nacional de Cortometrajes del gobierno peruano en 1997. También escribió la obra de teatro Mr. Clouds en 2000, considerada por el Teatro Nacional de Perú como la mejor del año y publicada en la recopilación Dramaturgia Nacional 2000.
En los años siguientes, Fuentes-León trabajó como escritor en los realitys de TV Telemundo en EE. UU. películas subtituladas del mayor estudio de Hollywood en español, y como editor de anuncios y espectáculos de televisión, incluyendo Rachael Ray's Tasty Travels para el Food Network, mientras se centraba en escribir y dirigir sus propios proyectos.
Su segundo corto Géminis fue premiado en Outfest en 2004 y en varios festivales de cine internacionales.
Su segunda película, El elefante desaparecido, ganó una beca concedida por la Comisión Cinematográfica de Perú y se estrenó en el Festival Internacional de Cine de Toronto. La coproducción entre Perú, Colombia y España, se estrenó en Festival Internacional del Cine de Colombia.
En 2018 dirigió Distrito salvaje, la tercera serie original colombiana para la parrilla de contenidos de Netflix. Escrita por el propio Fuentes-León junto a su socio y amigo Cristian Conti, así como Javier Gullón y Mauricio Leyva la serie fue rodada en Colombia bajo la producción Dynamo, responsables de la exitosa Narcos.
Fuentes-León esta desarrollado proyectos como La Mujer Quién Temió el Sol (basado en su obra Mr. Clouds) y Siniestros, un rock conjunto musical en una restrictiva sociedad del futuro cercano, para qué Fuentes-León está escribiendo la música también. Aparte de estos dos proyectos también esta desarrollando una adaptación de la novela Abril Rojo y otra de La Noche de los Alfileres ambas junto a su creador Santiago Roncagliolo.
En octubre de 2020 se estrenó su tercer largometraje, Las mejores familias, en el Festival Internacional de Cine de Roma y el Festival Internacional de Cine de Busán. Para un estreno en cines colombianos y peruanos en 2021.
El 5 de octubre de 2022, se estrenara Contigo Capitán, una serie peruana para la plataforma de Netflix, esta producción narra los momentos más difíciles que atravesó el futbolista peruano Paolo Guerrero, tras dar positivo en una prueba de dopaje en el partido frente Argentina por la clasificación al Mundial Rusia 2018. El elenco está conformado por Nico Ponce, Rodrigo Palacios Pazos, Irene Eyzaguirre, Carlos Victoria, Emilram Cossío, Toño Vega, Hugo Salazar, Tatiana Espinoza y Carlos Solano, entre otros. El guion de la serie fue escrito por Daniel Vega Vidal, Josefina Trotta y Javier Fuentes León y tiene a este último y Vega Vidal como directores.

## Vida privada
En 2010 declaró en una entrevista a Associated Press que había salido del armario en su ámbito privado en 2001.

## Filmografía
| Año  | Título                       | Formato      | Rol               | Rol       | Rol       | Rol   | Rol    |
| Año  | Título                       | Formato      | Director          | Productor | Guionista | Actor | Editor |
| ---- | ---------------------------- | ------------ | ----------------- | --------- | --------- | ----- | ------ |
| 1997 | Espacios                     | cortometraje | Sí                |           | Sí        |       | Sí     |
| 2004 | Géminis                      | cortometraje | Sí                | Sí        | Sí        | Sí    | Sí     |
| 2005 | Un día en la vida            | cortometraje |                   |           |           |       | Sí     |
| 2006 | I Heart                      | cortometraje |                   |           |           |       | Sí     |
| 2009 | Contracorriente              | largometraje | Sí                | Sí        | Sí        |       | Sí     |
| 2014 | El elefante desaparecido     | largometraje | Sí                |           |           |       |        |
| 2017 | Av. Larco, La Película       | Largometraje |                   |           | Sí        |       |        |
| 2018 | Distrito salvaje             | Serie web    | Sí                |           |           |       |        |
| 2021 | Las mejores familias         | Largometraje | Sí                |           | Sí        |       |        |
| 2023 | Panza de burro               | Largometraje | Varios directores |           | Sí        |       |        |
| 2026 | Abril Rojo                   | Largometraje | Sí                | Sí        | Sí        |       |        |
| 2028 | La Noche de los Alfileres    | Largometraje | Sí                | Sí        | Sí        |       |        |
|      | La Mujer que le temía al Sol | Largometraje | Sí                |           | Sí        |       |        |
|      | Nobleza obliga               | Largometraje | Sí                |           | Sí        |       |        |
|      | Siniestros                   | Largometraje | Sí                |           | Sí        |       |        |

Agradecimientos especiales
- 2007: Spine Tingler! The William Castle Story (documental)
- 2008: Wrangler: Anatomy of an Icon (documental)
- 2011: Vito (documental)

## Premios y reconocimientos
Festival Internacional de Cine de San Sebastián
| Año  | Categoría         | Película        | Resultado |
| ---- | ----------------- | --------------- | --------- |
| 2009 | Premio Sebastiane | Contracorriente | Ganador   |

- 1997: Premio del Consejo Nacional de Cinematografía del Perú[10]
- 2010: Premios de la audiencia Sundance Festival de cine
- 2010: Nominado para el Premio del Gran Jurado en el Sundance Festival de cine
- 2010: Premio de la Audiencia en el Festival de cine latinoamericano
- 2010: Premio de Audiencia libre competición americana en el Festival de cine de Miami
- 2010: Nominado para el Cartagena Festival de cine
- 2011: Nominado para el Goya en "lengua española Mejor Película Extranjera" en Premios Goyas